# Bessas (général)
Pour les articles homonymes, voir Bessas.
Bessas (en grec : Βέσσας, avant 480 - après 554) est un général de l'Empire romain d'Orient (ou Empire byzantin) d'origine gothique et venant de Thrace. Il est surtout connu du fait de ses participations aux guerres de Justinien, s'illustrant contre les Sassanides dans la guerre d'Ibérie et, sous la direction de Bélisaire, lors de la guerre gothique. Toutefois, après le départ de Bélisaire de l'Italie, il doit faire face à la contre-offensive des Goths et est largement responsable du sac de Rome en 546. Il retourne alors en Orient, disgracié. En dépit de son âge, il revient à un poste de général lors de la guerre lazique. Là, il s'illustre par la reconquête de Pétra mais sa passivité par la suite conduit Justinien à le démettre de ses fonctions et à l'exiler en Abasgie.
Il est plutôt jugé négativement par les historiens de son époque Procope de Césarée et Agathias.

## Origine
Selon l'historien contemporain Procope de Césarée, Bessas nait dans les années 470, issu d'une famille gothique noble établie en Thrace. Il fait partie des Goths qui refusent de suivre Théodoric le Grand quand il décide de conquérir l'Italie en 488 alors détenue par Odoacre,. Procope met en avant son aisance dans l'usage du gotique, mais un autre historien, Jordanès, affirme qu'il vient de la localité de Castra Martis, comprenant des Sarmates, des Cémandres et quelques Huns. Cette origine est interprétée diversement mais la plupart des historiens modernes penchent pour une identité gothique. Néanmoins, selon Patrick Amory, au vu des sources disponibles, il est impossible de tirer des conclusions définitives à propos de ses origines. Amory considère que Bessas est un exemple typique de l'identité ethnographique floue des populations balkaniques du VIe siècle, notamment parmi les militaires.

## Carrière en Orient

Carte de la frontière byzantino-perse.

Très peu de choses sont connues à propos des premières années de la vie et de la carrières militaire de Bessas. Il rejoignit l'armée impériale dans sa jeunesse. Selon Procope, il avait déjà une expérience de la guerre en 503, quand la guerre d'Anastase éclata avec les Sassanides. Il prit part à celle-ci en tant qu'officier mais rien n'est connu à propos de ses actions à cette époque. À l'inverse, il est probablement identifiable au comes homonyme à qui est adressée une lettre de l'évêque Jacques de Saroug. Dans ce cas, Bessas est probablement un monophysite.
Bessas réapparut en 531, lors de la guerre d'Ibérie, de nouveau contre les Sassanides. Il est alors nommé dux Mesopotamiae et siège à Martyropolis. Dans le cadre de cette mission, Bessas conduisit 500 cavaliers contre la force perse située à la frontière, comprenant sept cents soldats d'infanterie et cavaliers dirigés par les généraux Gadar et Yazdgerd. Les Byzantins engagèrent les Perses dans une bataille sur les rives du Tigre et les mirent en déroute, tuant Gadar et faisant prisonnier Yazdgerd. Bessas poursuivit en lançant un raid contre la province d'Arzanène et revint ensuite à Martyropolis,. En représailles de ce succès byzantin, le chah Kavadh Ier envoya contre Martyropolis une grande armée commandée par trois généraux d'expérience, Bawi, Mihr-Mihroe et Kanarang. Les Perses assiègent la cité durant l'automne, creusant des tranchées et des mines mais la garnison, dirigée par Bessas et Bouzès, tint bon. Finalement, l'approche de l'hiver et l'arrivée d'importants renforts byzantins à Amida, ainsi que la nouvelle de la mort de Kavadh poussèrent les Perses à lever le siège. Peu après ce repli, une force de Sabires, des mercenaires au service des Perses, envahirent le territoire byzantin, lançant des raids jusqu'à Antioche. Toutefois, Bessas intercepta l'une de ces expéditions et la détruisit, capturant cinq cents chevaux et la plupart du butin,.

## Guerre en Italie
En 535, Bessas fut nommé comme l'un des lieutenants de Bélisaire avec Constantin et Péranius, dans le cadre de son expédition contre le royaume ostrogoth d'Italie. Il accompagna Bélisaire lors des premières phases de la campagne, de la reconquête de la Sicile au siège de Naples. Il était présent lors de la chute de cette cité en novembre 536,. De là, l'armée byzantine avança vers Rome qui fut prise sans combats. Bélisaire envoya alors Constantin et Bessas s'emparer des villes environnantes mais quand il apprit que le nouveau roi des Goths, Vitigès, marchait vers Rome, il les rappela. Bessas s'attarda quelque temps près de la ville de Narni qui contrôlait la via Flaminia, menant de Ravenne (la capitale des Ostrogoths) à Rome. C'est là qu'il vainquit l'avant-garde des Goths dans une embuscade,.
Durant le siège de Rome par les Goths en 537-538, Bessas commanda les troupes à la porte Praenestina et se distingua lors de plusieurs embuscades. Rien n'est connu de ses actions dans les événements qui interviennent jusqu'en 540, si ce n'est qu'il fut probablement élevé au rang de patrice. Au début de 538, Bessas protégea Bélisaire lorsque le général Constantin tenta de le tuer lors d'une dispute. Toutefois, en 540, lorsque Bélisaire se préparait à entrer dans Ravenne sous le prétexte d'accepter l'offre des Goths de devenir empereur d'Occident, il sentit qu'il ne pouvait pas faire confiance à Bessas. De ce fait, il l'envoya, avec d'autres généraux tels que Jean et Narsès, occuper des positions éloignées en Italie,.
Après le départ de Bélisaire au milieu de l'année 540, Bessas resta en Italie. Justinien ne nomma pas de général en chef pour remplacer Bélisaire et de ce fait, les différents généraux byzantins restés en Italie ne parvinrent pas à coordonner leurs actions. Alors qu'ils soumettaient les derniers Ostrogoths situés au nord de l'Italie, ils se retirèrent dans des cités fortifiées tandis que les Goths nommaient un nouveau chef Hildebad. Ce dernier se mit à marcher vers Trévise et mit en déroute une force dirigée par Vitalius, à la suite de quoi Bessas avança avec ses troupes jusqu'à Placentia (aujourd'hui et en français : Plaisance ),. À la fin de l'année 541, après que Totila devint roi des Goths, Bessas et d'autres commandants byzantins se rassemblèrent à Ravenne pour unir leurs efforts. Toutefois, les troupes impériales sont repoussées de Vérone et vaincues lors de la bataille de Faventia par Totila. Les Ostrogoths purent ensuite envahir la Toscane et menacer Florence, tenue par le général Justin. Bessas, aux côtés de Jean et Cyprien, marchèrent au secours de Justin. Les Goths décidèrent de battre en retraite à l'approche des Byzantins mais alors que ces derniers les poursuivaient, ils se retournèrent contre eux et les contraignirent à la fuite. Après cette nouvelle défaite, les généraux byzantins se dispersèrent encore dans différentes cités. Ainsi, Bessas se réfugia à Spolète.
Bessas disparaît des sources jusqu'au début de l'année 545. Il était alors commandant de la garnison de Rome. Avec le général Conon, il était responsable de la défense de la ville lors du siège de Rome en 546. Au cours de cet événement, il se contenta d'une défense passive, refusant de mener des sorties hors de la ville, même quand Bélisaire, revenu d'Orient, débarqua avec des renforts à Portus et lui ordonner d'en effectuer. De ce fait, les tentatives de Bélisaire pour secourir les assiégés échouèrent. Procope critiqua rudement le comportement de Bessas au cours du siège. Il négligea la population civile et s'enrichit en vendant du grain à la population affamée à des prix exorbitants. Les civils étaient tellement épuisés par la famine que, quand il permit à ceux qui le désiraient de quitter la ville, beaucoup moururent peu de temps après avoir franchi les murailles et les autres furent tués par les Ostrogoths,. Enfin, il s'avéra négligent dans la conduite de la défense de la ville et permit un certain laxisme, des gardes dormant à leurs postes tandis que les patrouilles étaient menées de manière irrégulière. Quatre soldats isauriens contactèrent Totila et permirent à ce dernier d'entrer dans la ville le 17 décembre 546. Bessas parvint à s'échapper avec la plus grande partie de la garnison mais le trésor qu'il avait amassé fut abandonné aux Goths. Il fut ensuite rappelé à Constantinople.

## Retour sur le front d'Orient et guerre de Lazique

Carte de la Lazique lors de l'Antiquité tardive.

Bessas réapparut en 550, après l'échec d'une grande armée byzantine dirigée par Dagisthaeus, le magister militum per Armeniam, à prendre la forteresse stratégique de Pétra, dans le cadre de la guerre en cours contre les Sassanides en Lazique (Géorgie occidentale). De manière surprenante et fortement critiquée, Justinien nomma Bessas comme successeur de Dagisthaeus, en dépit de son âge et de son échec à Rome. Il avait pour mission de conduire la guerre en Lazique.
Bessas envoya d'abord une force expéditionnaire réprimer une rébellion contre les Abasges qui vivaient au nord de la Lazique. Cette expédition, conduite par Jean Guzes, est victorieuse et le chef des Abasges (Opsites) fut contraint de fuir à travers le Caucase vers les Sabires. Au cours du printemps 551, après un long siège et grâce à leur persévérance, les Byzantins et leurs alliés sabires (environ 6 000 hommes) prirent Pétra. Quelques Perses parvinrent à résister dans la citadelle mais Bessas ordonna de la brûler. Après sa victoire, il fit raser les murailles de la cité.
Si la prise de Pétra permit à Bessas de se racheter auprès de ses contemporains, ses actions suivantes ternirent à nouveau sa réputation. Plutôt que d'exploiter son succès et la conquête des passes montagneuses connectant la Lazique à la province perse de l'Ibérie, il se retira vers l'ouest et les provinces romaines du Pont et resta passif. Cette inactivité permit aux Perses dirigés par Mihr-Mihroe de consolider le contrôle perse sur la partie orientale de la Lazique. Les forces byzantines dans la région durent se retirer vers l'ouest et l'embouchure du Phasis. Dans le même temps, les Lazis, dont leur roi Gubazès II et sa famille, trouvèrent refuge dans les montagnes. En dépit des rudes conditions de l'hiver 551-552, Gubazès rejeta les offres de paix de Mihr-Mihroe. En 552, les Perses reçurent d'importants renforts mais les attaques menées contre les forteresses détenues par les Byzantins et les Lazis furent repoussées.
Bessas intervint de nouveau dans la campagne de 554 quand il fut nommé commandant en chef en Lazique avec Martin, Bouzès et Justin. Toutefois, Gubazès protesta auprès de Justinien en raison de l'incompétence des généraux byzantins. Bessas fut démis de ses fonctions, ses propriétés furent confisquées et il fut envoyé en exil parmi les Abasges. Rien n'est connu de lui par la suite.

## Sources
- (en) Patrick Amory, People and Identity in Ostrogothic Italy, 489–554, Cambridge (GB), Cambridge University Press, 1997, 522 p. (ISBN 0-521-57151-0)
- (en) John B. Bury, History of the Later Roman Empire : From the Death of Theodosius I to the Death of Justinian, Volume 2, Mineola, Dover Publications, 1958 (ISBN 0-486-20399-9)
- (en) Geoffrey Greatrex et Samuel N. C. Lieu, The Roman Eastern Frontier and the Persian Wars, Part II : 363–630 AD), Londres, Routledge, 2002, 373 p. (ISBN 0-415-14687-9, présentation en ligne).
- (en) John Robert Martindale, Arnold Hugh Martin Jones et John Morris (dir.), The Prosopography of the Later Roman Empire, vol. III : A. D. 527–641, Cambridge, Cambridge University Press, 1992, 1626 p. (ISBN 978-0-521-20160-5, présentation en ligne).